# Luke Nosek
Luke Nosek (né Łukasz Nosek) est un entrepreneur américano-polonais né en juin 1975 à Zgłobice. Il est un des cofondateurs de PayPal et fait partie de la Mafia PayPal.

## Biographie
Łukasz Nosek est né en juin 1975, à Zgłobice, par loin de Tarnów, dans la voïvodie de Petite-Pologne, en Pologne,.
Il émigre aux États-Unis avec ses parents à l'age de 3 ans. Il est diplômé d'un Bachelor of Science en ingénierie informatique à l'université de l'Illinois à Urbana-Champaign,.
Pendant l'été 1995, alors qu'il est encore à l'université, il cofonde SponsorNet New Media, Inc. avec Max Levchin et Scott Banister (en), deux autres étudiants de l'université qu'il fréquente. Nosek travaille ensuite pour Netscape.[réf. nécessaire]
En 1998, avec Max Levchin, Peter Thiel, Elon Musk et Ken Howery (en), il cofonde PayPal en tant que vice-président du marketing et de la stratégie créant le produit de transfert instantané de la société,.
Lors de sa toute première conversation avec Peter Thiel, il lui dit qu'il venait de s'inscrire pour être cryogénisé, c'est-à-dire qu'il serait soumis à une conservation à basse température en cas de décès légal, dans l'espoir qu'il puisse être réanimé avec succès par une technologie médicale future. Plus tard, Thiel s'inscrira également à ce procédé.
Après l'entrée en bourse de PayPal et sa vente à eBay pour 1,5 milliard de dollars en 2002, Nosek quitte l'entreprise pour voyager et poursuivre ses activités de business angel.[réf. nécessaire]
En 2005, avec Peter Thiel et Ken Howery, il crée Founders Fund, une société d'investissement en capital-risque basée à San Francisco qui gère plus d'un milliard de dollars.
En juillet 2017, Nosek quitte Founders Fund pour lancer Gigafund, un fonds d'investissement axé sur l'exploration spatiale.
Nosek a été le premier investisseur institutionnel dans SpaceX, l'agence spatiale privée d'Elon Musk, et siège au conseil d'administration de l'entreprise. Il siège également au conseil d'administration de ResearchGate.[réf. nécessaire]